# Пічкур чорноріченський
Пічку́р чорнорі́ченський (Gobio delyamurei) — риба з роду пічкурів, родини пічкурових. Зустрічається виключно в басейні річки Чорної на території Криму. Прісноводна демерсальна риба до 10,4 см завдовжки. Перебуває під загрозою зникнення через знищення місць для життя.